# Adam Abramowicz (Politiker)

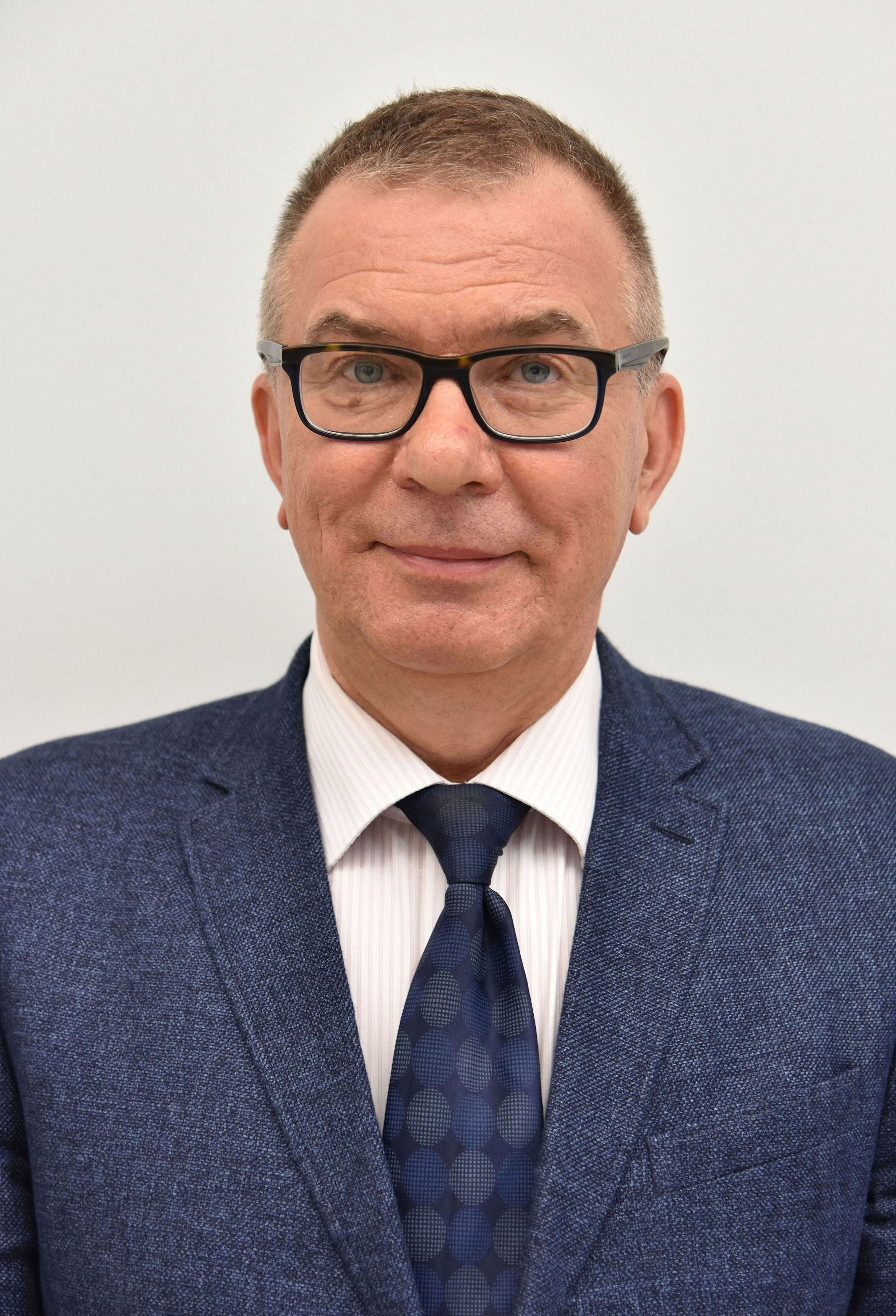
Adam Abramowicz (2016)

Adam Krzysztof Abramowicz (* 10. März 1961 in Biała Podlaska) ist ein polnischer Politiker (AWS, PiS) und von 2007 bis 2018 Abgeordneter des Sejm in der VI., VII. und VIII. Wahlperiode.

## Leben und Beruf
Abramowicz schloss 1985 sein Studium an der Fakultät für Mechanik und Organisation des Bergbaus an der Technischen Universität Lublin ab. Er absolvierte ein Aufbaustudium im Bereich Wasser-, Abwasser- und Abfalltechnik an der Fakultät für Sanitär-Ingenieurwesen der Technischen Hochschule Breslau, das er 1988 abschloss.
In den Jahren 1986 bis 1989 war er als Disponent der Kläranlage im Woiwodschaftsunternehmen für Abwasser und Kanalisation in Biała Podlaska angestellt. Seit 1990 leitet er ein eigenes Unternehmen und seit 2001 ist er Leiter des Managements der Einzelhandelskette „Nasze Sklepy“.

## Politik
Zwischen 1998 und 2002 (für die Akcja Wyborcza Solidarność) sowie zwischen 2006 und 2007 (für die Prawo i Sprawiedliwość) saß Abramowicz im Stadtrat von Biała Podlaska. Bei den Kommunalwahlen 2006 und 2010 kandidierte er jeweils erfolglos für den Posten des Stadtpräsidenten in Biała Podlaska. Bei den Parlamentswahlen 2007 wurde er für den Wahlkreis Chełm mit 11.970 Stimmen über die Liste der Prawo i Sprawiedliwość (PiS) in den Sejm gewählt. Er war Mitglied der Sejm Kommissionen für Wirtschaft sowie Ethnische und Nationale Minderheiten. Bei den Parlamentswahlen 2011 und 2015 wurde er jeweils wiedergewählt. Hingegen verpasste er bei der Europawahl 2014 den Einzug in das Parlament.
Am 22. Juni 2018 legte er sein Mandat vorzeitig nieder und wurde von Ministerpräsident Mateusz Morawiecki zum Ombudsmann für Kleine und mittlere Unternehmen ernannt. Das Amt übte er bis zum Juni 2024 aus.

## Ehrungen
- 2014 Ritter des Ordens des Sterns von Italien[8]